# Virginie Faisandier
Virginie Faisandier est une joueuse de football française née le 18 mai 1975 à Lunel. 

## Biographie
Elle est la fille de Roger Faisandier.

### Carrière
- Lunel : 1982-1992
- Montpellier Le Crès : 1992-2001
- Montpellier HSC : 2001-2008
- USV (Villeneuve les Maguelonne) : 2008-2009

Elle évolue au poste de milieu de terrain.
Elle joue à Montpellier et en équipe de France de football.

## Palmarès
- Championne de France en 2004 et en 2005 avec Montpellier
- Vainqueur du Challenge de France féminin en 2006 et en 2007 avec Montpellier
- Demi-finaliste de la Coupe UEFA féminine 2005-2006 avec Montpellier